# Friedrich Friedländer

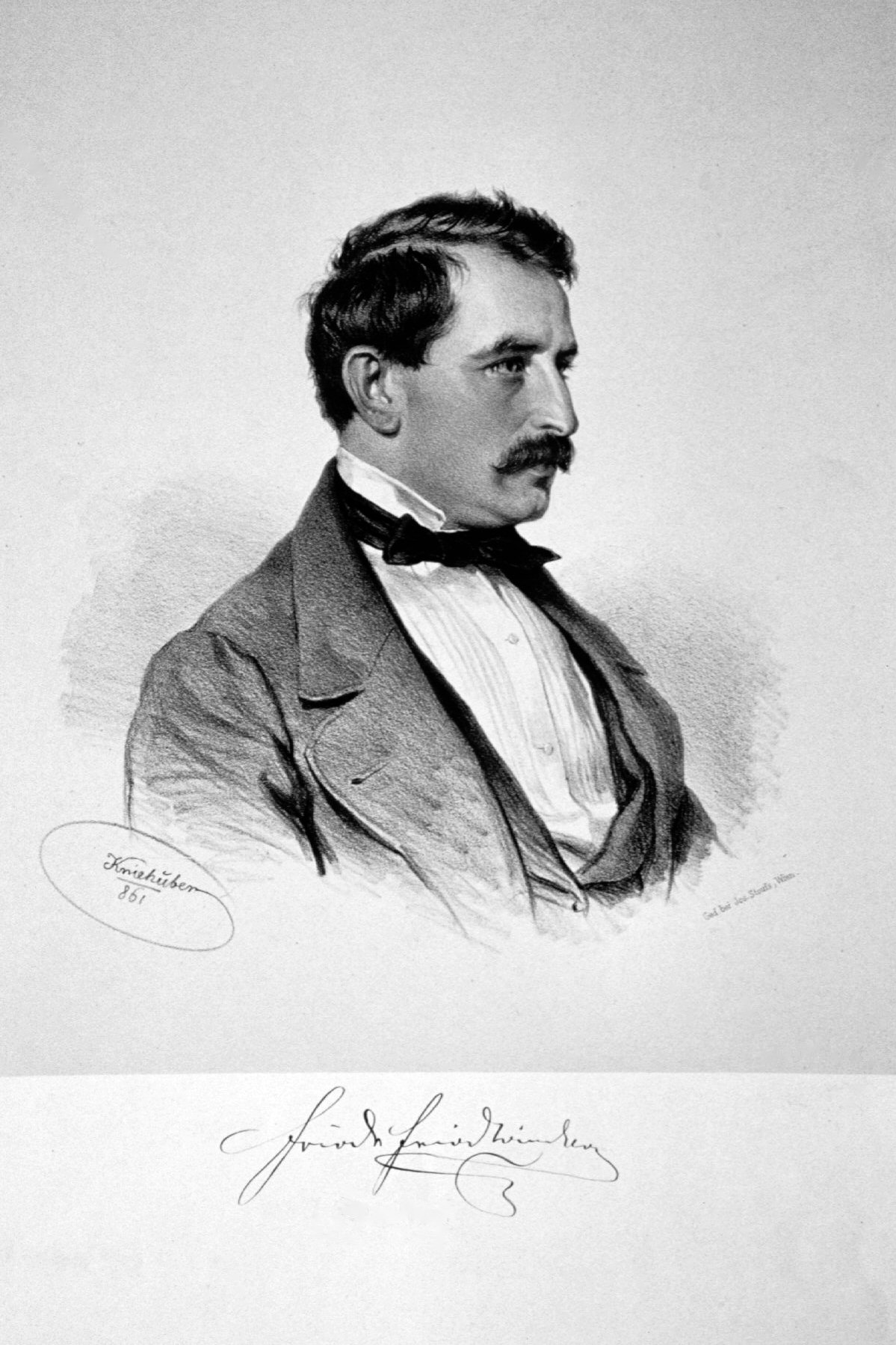
Friedrich von Friedländer-Mahlheim. Litografi utförd av Josef Kriehuber 1861

Friedrich Friedländer von Malheim, född den 10 januari 1825 i Böhmen, död den 13 juni 1901 i Wien, var en österrikisk målare.
Friedländer var lärjunge av Waldmüller och målade huvudsakligen soldatbilder samt figurrika scener ur Wiens och Schwabens folkliv: Politikerna i verkstaden, Mordbrännaren ertappad på bar gärning, Invaliderna, Kärleksförklaringen, I mässen med flera. 
Friedländer var den huvudsaklige stiftaren av Wiener künstlergenossenschaft (1869) och av dess konstnärshus, som blev förebilden för flera föreningar av samma art på andra orter.

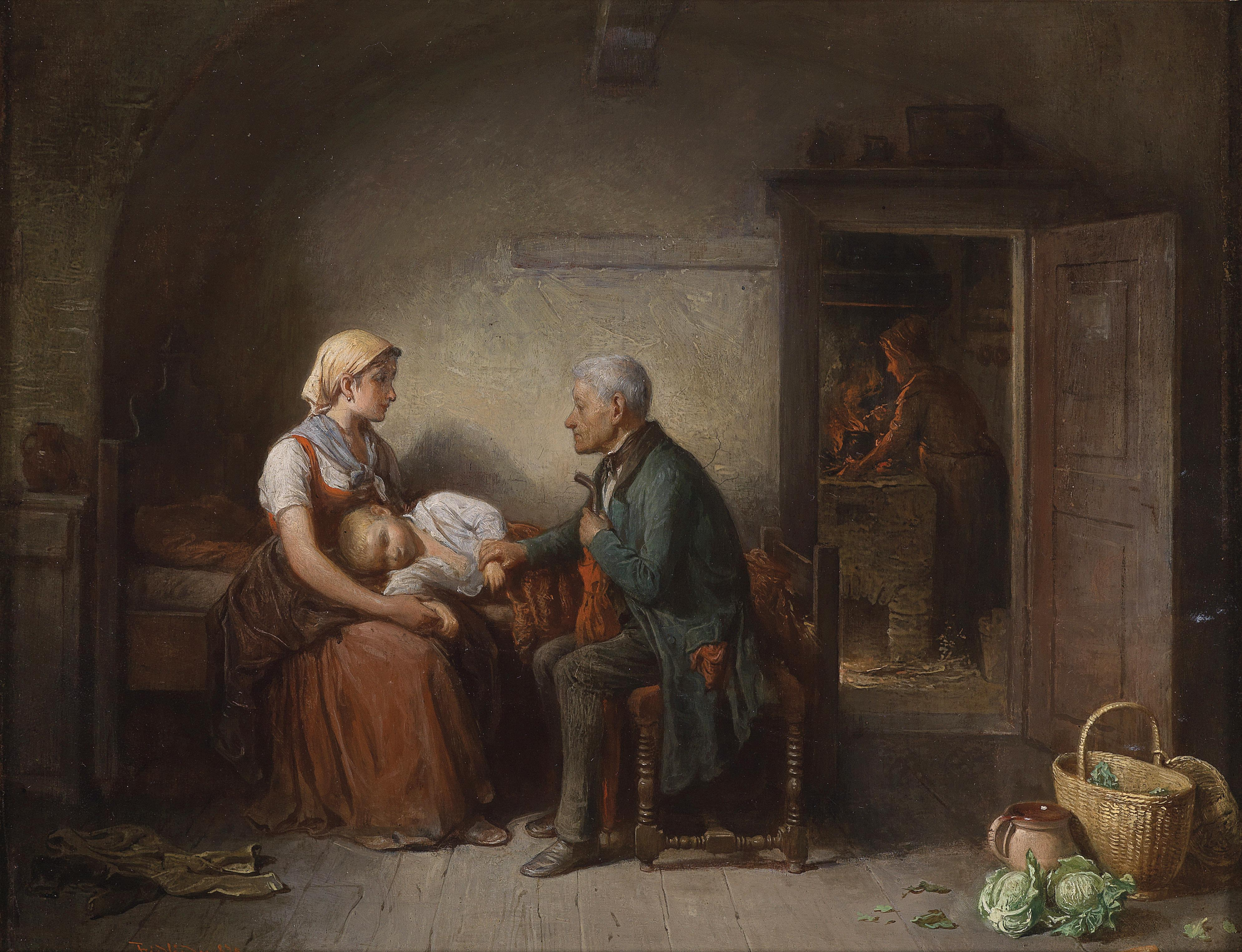
Der Doktor (läkaren), oljemålning 1870.